# Taphozous theobaldi
Taphozous theobaldi is een zoogdier uit de familie van de schedestaartvleermuizen (Emballonuridae). De wetenschappelijke naam van de soort werd voor het eerst geldig gepubliceerd door Dobson in 1872.